# Dorsten
Pour les articles homonymes, voir Dorsten (homonymie).
Dorsten est une ville allemande de Rhénanie-du-Nord-Westphalie comptant 79 136 habitants, située dans l'arrondissement de Recklinghausen et le district de Münster.

## Galerie

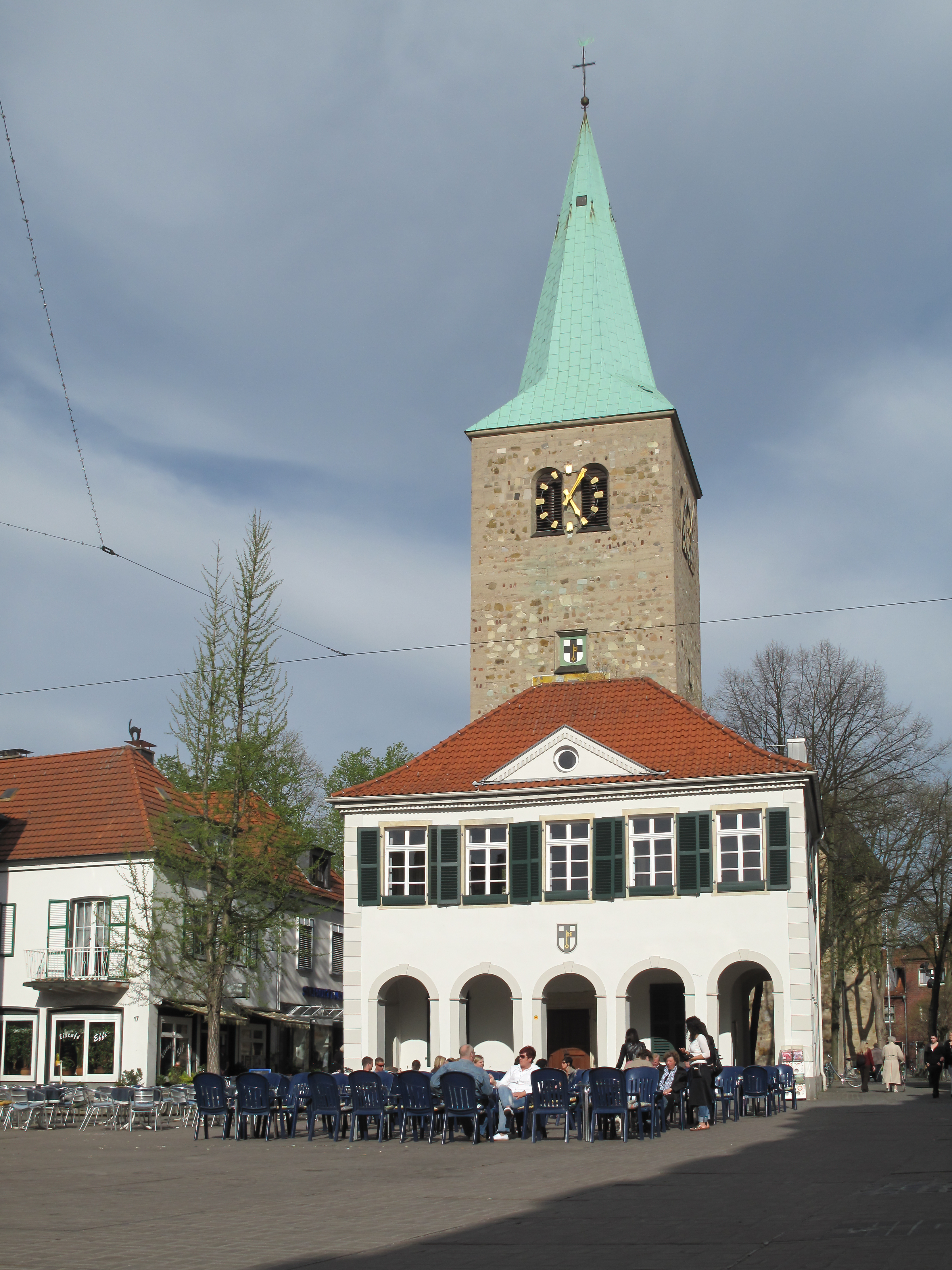
Église (Sankt Agatha Kirche) et l'ancien hôtel de ville
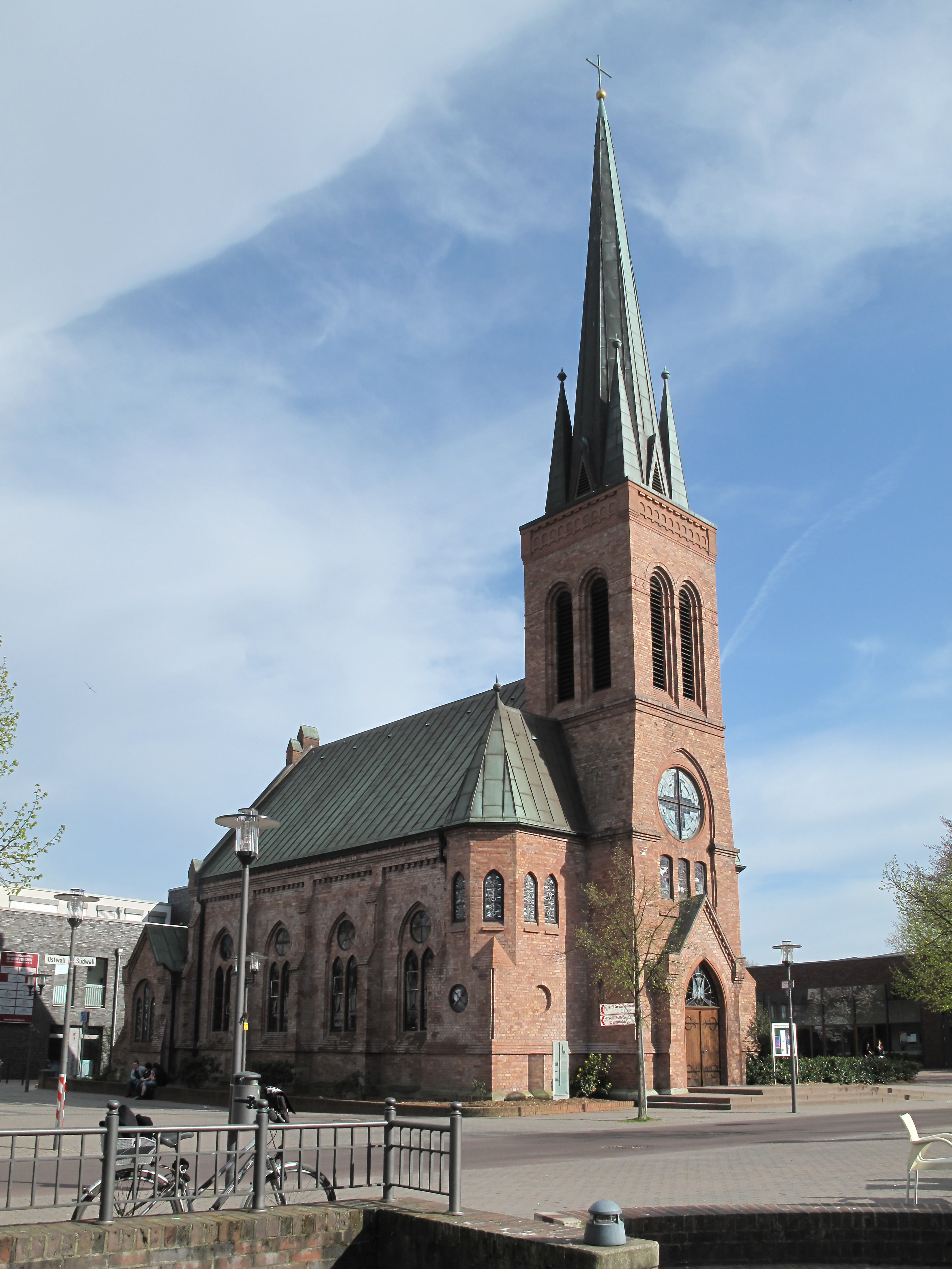
Église
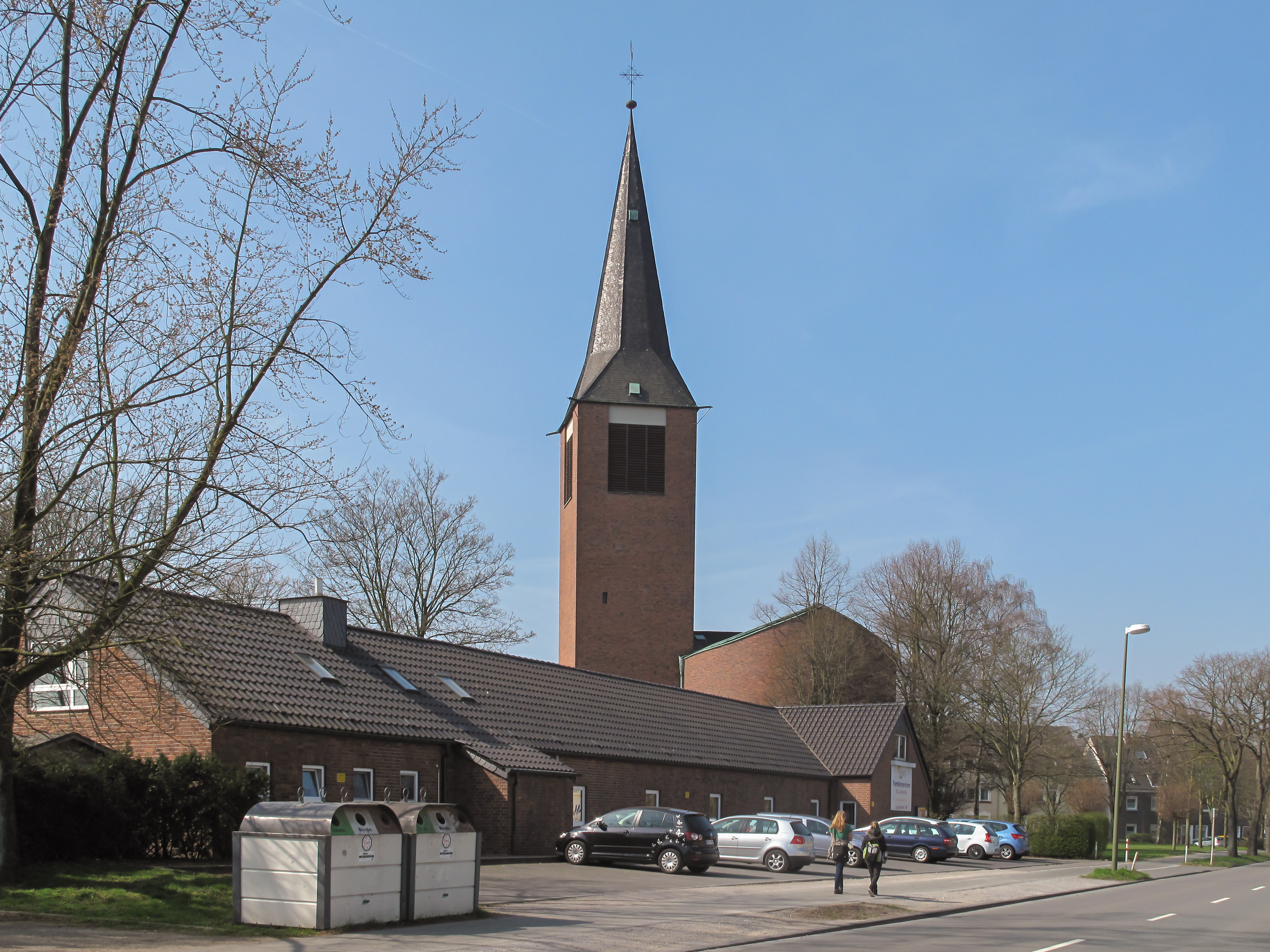
Église dans la rue
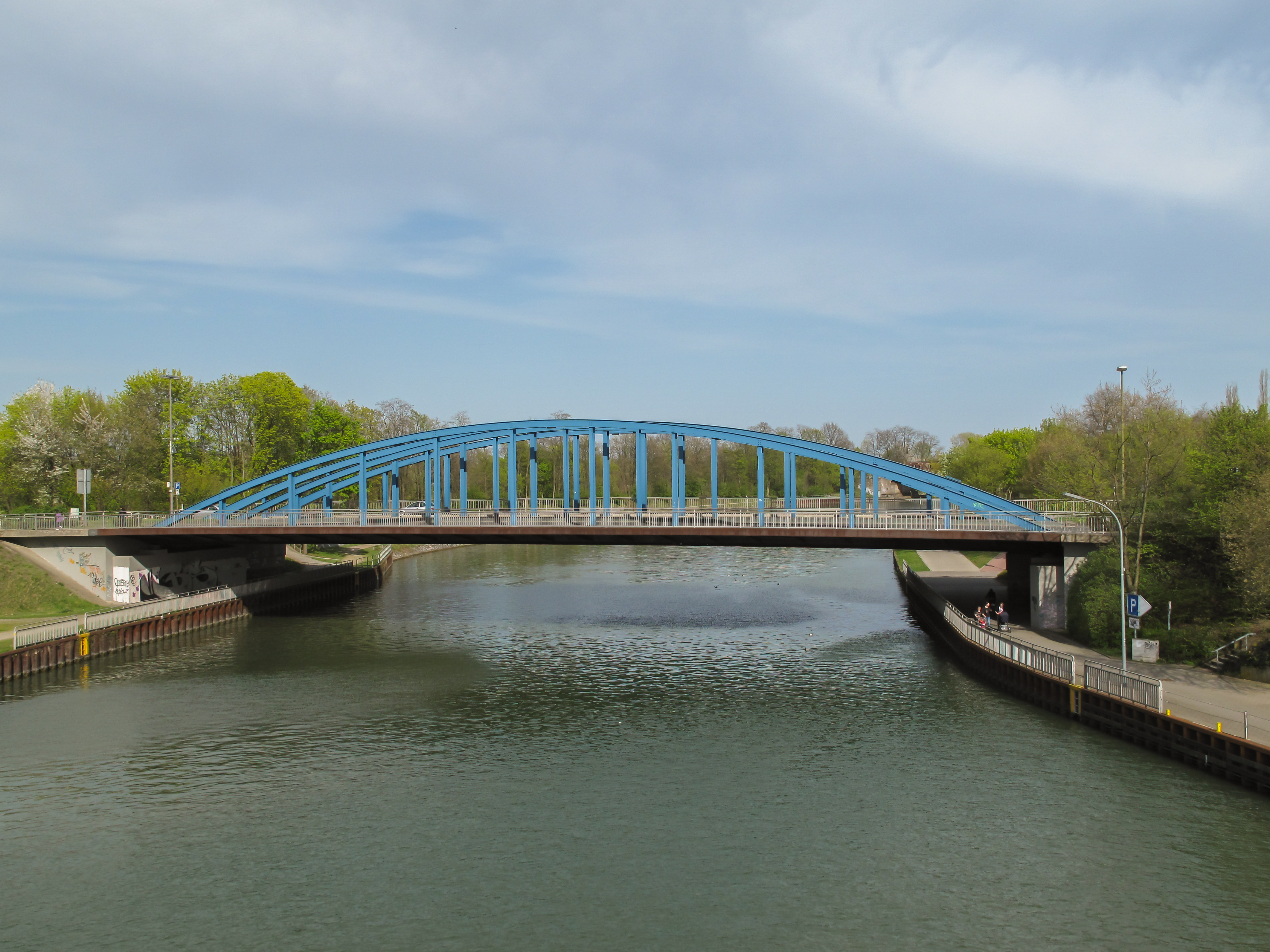
Pont sur le Wesel-Datteln Kanal

## Histoire
| Appartenances historiques Électorat de Cologne 1228-1803 Duché d'Arenberg-Meppen 1803-1810 Grand-duché de Berg 1810-1813 Royaume de Prusse (Province de Westphalie) 1815-1918 République de Weimar 1918-1933 Reich allemand 1933-1945 Allemagne occupée 1945-1949 Allemagne 1949-présent |

## Personnalités nées à Dorsten
- Franz Bronstert (1895-1967), ingénieur et peintre
- Werner Kirstein (1927-2005), homme politique né et à Dorsten.
- Manfred Nielson, militaire allemand, y est né en 1956

### Jumelages
- Ernée (France)
- Dormans (France)